# サクーナムカティ
サクーナムカティ（ビルマ語: အုန်းနို့သာကူ  ;タイ語: สาคูน้ำกะทิ  ; RTGS: sakhu nam kathi ）とは、ミャンマーとタイで食べられている菓子であり、サゴとココナッツミルクを主たる材料とする。この料理では里芋、さつまいも、ココナッツ、とうもろこし、バナナなど多くのトッピングを飾りとして用いることがある 。似たような菓子は他の東南アジア諸国にも存在し、ベトナムにおけるチェーに類似している。